# هانس مولر (مؤلف)
هانس مولر (بالألمانية: Hans Müller )‏ (و. 1896 – 1971 م) هو مؤلف، ولاعب شطرنج نمساوي، ولد في فيينا، شارك في أولمبياد الشطرنج الدورة الثانية، وشارك في أولمبياد الشطرنج السادس ‏، وشارك في أولمبياد الشطرنج الخامس ‏، وشارك في أولمبياد الشطرنج الدورة الثالثة، وشارك في 9th Chess Olympiad ‏، توفي في فيينا، عن عمر يناهز 75 عاماً.

## روابط خارجية
- هانس مولر على موقع مباريات الشطرنج (الإنجليزية)
- هانس مولر على موقع 365Chess.com (الإنجليزية)
- هانس مولر سجل أولمبياد الشطرنج على موقع OlimpBase.org (الإنجليزية)